# Яковлев, Александр Григорьевич
Алекса́ндр Григо́рьевич Я́ковлев (17 октября 1928—2003) — советский и российский китаевед-международник, специалист в сфере внешней политики КНР.
Профессор, кандидат экономических и доктор исторических наук. Действительный член РАЕН.
Подготовил девять аспирантов и докторантов, в числе которых Олег Арин и другие.

## Биография
Родился 17 сентября 1928 г. в с. Чурюково (Староюрьевский район Тамбовской области).
Окончил Московский институт востоковедения (1950). Работал в журнале «Советское китаеведение».
В 1964—1991 годах возглавлял сектора в Институте народов Азии, Институте экономики мировой социалистической системы, Институте Дальнего Востока АН СССР; в 1971—1988 годах — отдел в Институте Дальнего Востока; с 1989 года главный научный сотрудник ИДВ РАН.
Заслуженный деятель науки РСФСР.

## Труды
- «КНР и социалистический мир» (М.: ИДВ, 1981)